# スクエア・ワン・ショッピング・センター

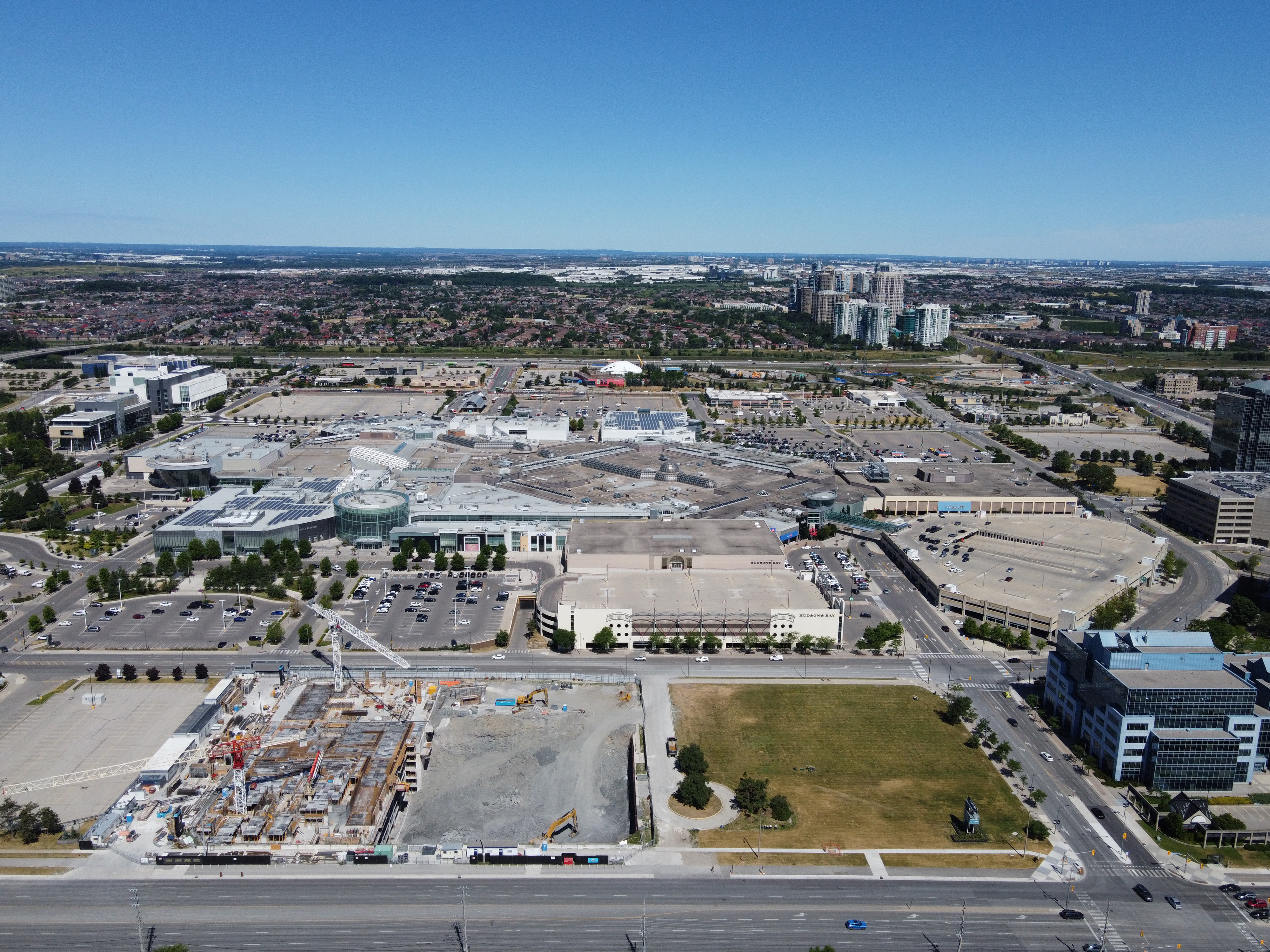
スクエア・ワン・ショッピング・センター

スクエア・ワン・ショッピング・センター (Square One Shopping Centre) は、カナダのオンタリオ州トロント近郊にあるミシサガに位置する同州最大規模のショッピングセンター。店舗面積は150,000 m2、店舗数360以上、年平均来客数は2100万人以上である。
店舗数ではカナダ国内第2位、オンタリオ州では第1位。2階建ての建物で、四角い回廊の両側に専門店が配置され、回廊の四隅から張り出す形で、シアーズ・カナダ、ウォルマートや映画館などがある。
ミシサガの中心部にあり、市庁舎、劇場、美術館、図書館、バスターミナルなどと隣接している。トロント・ピアソン国際空港から自動車で西へ15分ほど。
6月から10月には駐車場の一角でファーマーズマーケットが開催されている。